# BCH Lions
Der Football Club BCH Lions (mongol. БИ СИ ЭЙЧ ЛИОНС) ist ein 2018 gegründeter mongolischer Fußballverein aus Ulaanbaatar, der ab der Saison 2021 in der ersten Liga, der National Premier League, spielt.

## Erfolge
- National Amateur Cup: 2018  ▲
- Mongolia 2nd League: 2019  ▲
- Mongolia 1st League: 2020  ▲

## Stadion

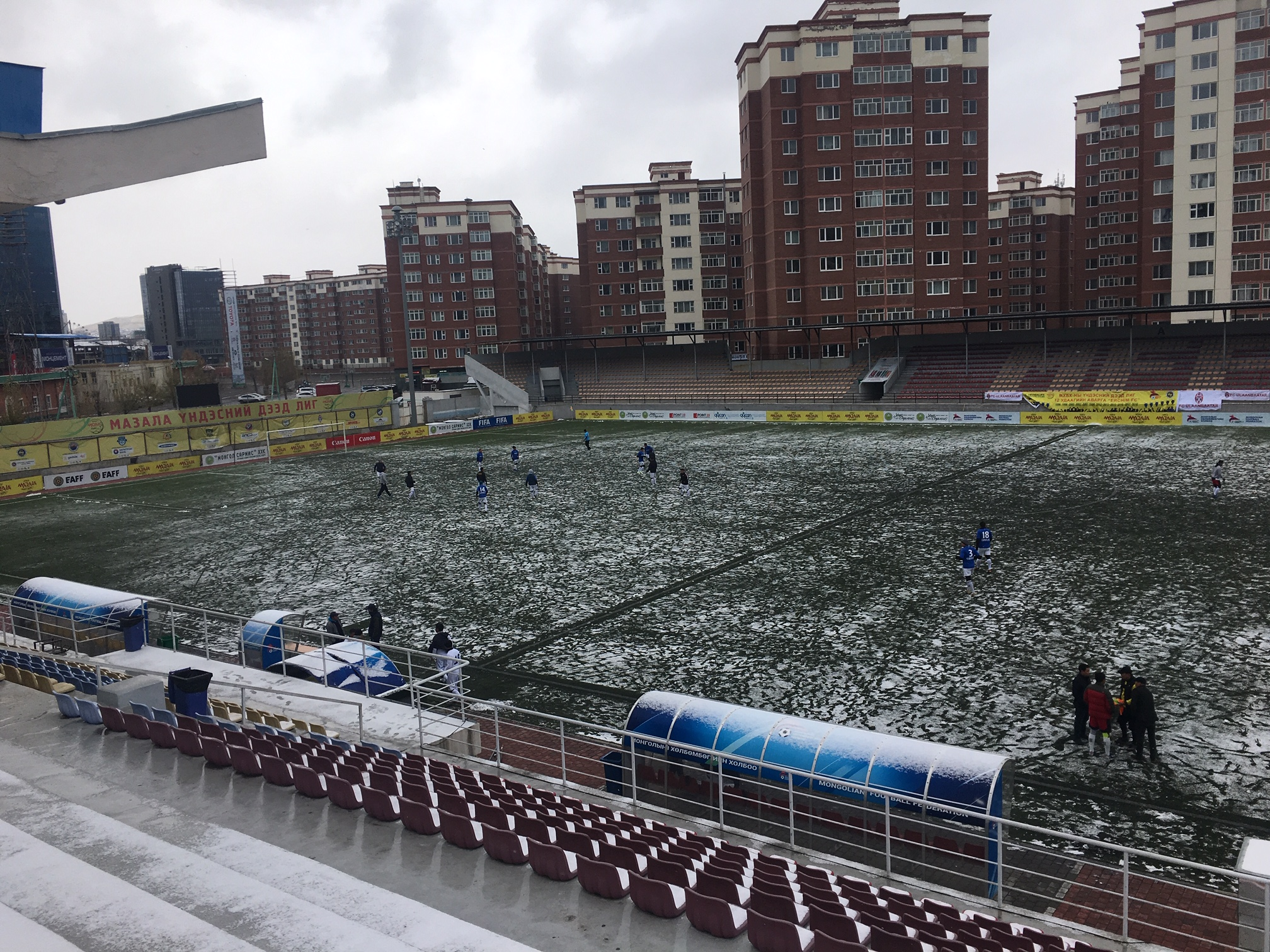
MFF Football Centre

Der Verein trägt seine Heimspiele im MFF Football Centre in Ulaanbaatar aus. Das Stadion hat ein Fassungsvermögen von 5000 Personen.
Koordinaten: 47° 54′ 0,4″ N, 106° 54′ 58,6″ O

## Saisonplatzierung
| Saison  | Liga                    | Level | Platz | Mongolia Cup  |
| ------- | ----------------------- | ----- | ----- | ------------- |
| 2018    | National Amateur Cup    | 4     | 1. ▲  |               |
| 2019    | Mongolia 2nd League     | 3     | 1. ▲  | Viertelfinale |
| 2020    | Mongolia 1st League     | 2     | 1. ▲  |               |
| 2021    | National Premier League | 1     | 8.    |               |
| 2021/22 | National Premier League | 1     | 10.   |               |
| 2022/23 | National Premier League | 1     | 9. ▼  | Achtelfinale  |
| 2023/24 | Mongolia 1st League     | 2     |       | 1. Runde      |

## Trainerchronik
Stand: Januar 2021
| Trainer            | Nation   | von            | bis   |
| ------------------ | -------- | -------------- | ----- |
| Badarch Chin-orgil | Mongolei | 1. Januar 2018 | heute |